# 八二三戰史館
八二三戰史館是位于中華民國福建省金門縣金湖鎮的一所以纪念金门炮战（台湾称八二三炮战）为主题的博物馆。该博物馆于1988年开放。

## 历史
该博物馆于1988年建立。金門縣政府建立博物馆的目的是为了纪念于1958年8月23日开始的金门炮战。

## 建筑风格
博物馆大门的两侧刻有在金门炮战裡丧生的587名中華民國國軍的名称。博物馆入口处的左侧陈列了当时中華民國國軍所用的主要战斗机以及高射炮，右侧则摆放了炮战中用来运输士兵以及军用物资的登陸艇。

## 展区
博物馆共有12个展区，分别展览了有关金门炮战的文件、古迹、列表、军事装备模型等。

## 参看
- 臺灣博物館列表